# Desmond Fa'aiuaso
Desmond Fa'aiuaso (24 de febrero de 1984) es un futbolista samoano que juega como delantero en el Strickland Brothers.

## Carrera
Debutó en 1999 defendiendo los colores del Titavi FC. En 2001 pasó al Strickland Brothers, donde jugó hasta que en 2004 fue transferido al Tuanaimoto Breeze. En 2005 viajó a la Polinesia Francesa para ser parte de la escuadra del AS Pirae donde jugó hasta 2006. En 2007 regresó al Strickland Brothers de su país natal para jugar allí hasta 2009. En dicho año Fa'aiuaso dio el salto al fútbol semiprofesional, siendo fichado por el YoungHeart Manawatu neozelandés. Pero solamente jugó una temporada en el club de la ASB Premiership y en 2010 pasó al Team Taranaki. En 2014 volvió a su país para firmar con el Central United. En 2015 pasó al Strickland Brothers y en 2016 al Kiwi FC para disputar la Liga de Campeones de la OFC. Al término del torneo regresó al Stickland.

### Clubes
| Club                | País               | Año             |
| ------------------- | ------------------ | --------------- |
| Titavi FC           | Samoa              | 1999 - 2001     |
| Strickland Brothers | Samoa              | 2001 - 2004     |
| Tuanaimoto Breeze   | Samoa              | 2004 - 2005     |
| AS Pirae            | Polinesia Francesa | 2005 - 2006     |
| Strickland Brothers | Samoa              | 2007 - 2009     |
| YoungHeart Manawatu | Nueva Zelanda      | 2009 - 2010     |
| Team Taranaki       | Nueva Zelanda      | 2010 - 2014     |
| Central United      | Samoa              | 2014 - 2015     |
| Strickland Brothers | Samoa              | 2015 - 2016     |
| Kiwi FC             | Samoa              | 2016            |
| Strickland Brothers | Samoa              | 2016 - Presente |

### Selección nacional
Representado a Samoa disputó la Copa de las Naciones de la OFC 2016 y los Juegos del Pacífico 2007 y 2011.